# Антоній (Панкеєв)
Єпи́скоп Анто́ній (у миру Васи́ль Олекса́ндрович Панке́єв; 1 січня 1892, село Садове, Херсонський повіт, Україна — 1 червня 1938, Благовєщенськ, Амурська область) — єпископ православної російської церкви, єпископ Бєлгородський.
Канонізований Російською православною церквою як новомученик у серпні 2000 року.

## Життєпис
Народився в сім'ї священика Олександра Панкеєва.
1912 — закінчив по першому розряду Одеську духовну семінарію і вступив до Київської духовної академії. Між Київською та Петроградською академіями відбувся обмін студентами, і Василь Панкеєв був поставлений на ІІІ курс Петроградської духовної академії.

### Ієродиякон
10 січня 1915 єпископом Ямбуржзьким Анастасієм Алєксандровим студенти ІІІ курсу академії Василь Панкеєв та Володимир Білобабченко були пострижені в іноків із нареченням імен Антонія та Феодосія. 17 січня рукопокладений у сан ієродиякона.
У лютому того ж року за клопотання члена Державної думи священика Олександра Альбіцького, за благословення митрополитя Петроградського та Ладозького Володимира Богоявленського, ієродиякон Антоній відправився на фронт для здійснення богослужінь і забезпечення духовних потреб поранених та хворих вояків. Він служив разом зі священиком Олександром Альбицьким у похідній церкві при одному із чотирьох обладнаних санітарно-поживному загоні.

### Священик
У травні 1915 ієродиякон Антоній приїхав до Петрограду. 24 травня у храмі Різдва Пресвятої Богородиці при Всилеострівському міському початковому училищі єпископ Анастасій Олександров рукопоклав його в ієромонаха.
Після рукопокладення Антоній поїхав на фронт у якості настоятеля однієї із похідних церков Всеросійського національного союзу.
26 січня 1917 нагороджений орденом святої Анни 3-го ступеню.
Через службу у діючій армії навчання довелося відкласти, і навчальний рік був пропущений.
У 1917 Антоній все ж закінчив Петроградську духовну семінарію зі ступенем кандидата богослов'я.
Після закінчення академії Антонія було направлено служити в Україну до Одеси і тут був зведений в сан ігумена. В Одесі став викладачем в Одеській духовній семінарії аж до її закриття більшовиками у 1920.
У 1922 виник обновленський рух, і у червні 1923 обновленський митрополит Євдоким Мещерський викликав ігумена Антонія і сказав: «Наступного для буде твоя хіротонія». Антоній розгубився, поступився натиску Євдокими і хіротонія відбулася, він став єпископом Херсонським, вікарієм Одеської єпархії.

### Єпископ Маріупольський
У 1924 приніс покаяння перед патріархом Тихоном. 9 вересня 1924 у храмі Пимена Великого був рукопокладений в єпископа Маріупольського, вікарія Катеринославської єпархії.

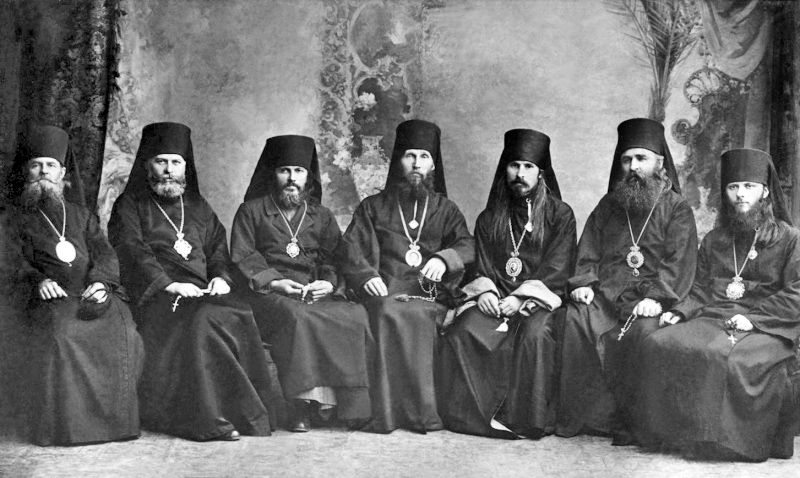
Зліва направо: єпископи Павло (Кратіров), Костянтин (Дяков), Борис (Шипулін), Євгеній Зьорнов, Онуфрій (Гагалюк), Дамаскін Цедрик, Антоній Панкеєв. Харків 1924

У кінці 1924 єпископ Антоній був арештований і засланий до Харкова, звідки продовжував керувати вікаріатом.
У 1935, відповідаючи на питання слідчого, з ким із православних архієреїв він спілкувався у Харкові, Антоній відповів, що добре знав і зустрічався з єпископом Костянтином Дяковим, архієпископами Борисом Шипуліним та Онуфрієм Гаагалюком, єпископами Стефаном Андріашенком, Макарієм Кармазіним, Павлом Кратіровим та Дамаскіном Цедриком. Усі вони служили в одному храмі і часто у дні церковних свят збиралися разом у когось вдома, обговорювали церковні питання, у тому числі про розколи — григоріанський та Українську соборно-єпископську церкву.
У вересні 1926 був арештований у Харкові і перевезений в Росію до Москви, де був посаджений у Бутирську в'язницю. Приречений до трьох років у Соловецькому таборі, де був знову засуджений, відправлений на заслання, у Ленінградській пересильній в'язниці захворів на туберкульоз легенів, що затримало подальше відправлення. Відбував три роки заслання у Єнісейську.

### Єпископ Бєлгородський
Після заслання звернувся з проханням отримання катедри. Екзарх російської церкви в Україні митрополит Костянтин Дяков благословив його звернутися до заступника Патріаршого Місцеблюстителя митрополиту Сергію Старгородському. Зустрівшись з митрополитом Сергієм у Москві, був призначений на Бєлгородську катедру.
21 листопада 1933 призначений єпископом Бєлгородським;.

### По тюрмах та засланнях
25 лютого 1935 — арештований. Проти нього свідчили обновленці та григоріанці. Антонія звинувачували у тому, що він «будучи сам контрреволюціонером, налаштований проти існуючого ладу, як активний послідовник „істино-православної церкви“, з метою проведення контрреволюційної роботи почав підбирати собі однодумців із числа контрреволюційного духовенства із різних міст»..
На допитах не визнавав своєї провини.
1 серпня 1935 НКВД оголосило Антонію, що слідство його справи завершене..
20 серпня Антоній написав заяву прокурору, вимагаючи, щоб йому надали можливість ознайомитися із справою слідства. З приводу звинувачень у приналежності до «істино-православної церкви» написав: «У пред'явленій мені провині винуватим себе не вважаю… Я належу до церковній течії, яку очолює митрополит Сергій… У Бєлгородській єпархії немає жодного священика, що належить до групи іосифівців…».
11 вересня 1935 Антонія засуджено до 10 років позбавлення волі, він і ще троє священиків були відправлені на Далекий Схід у той же табір, де був архієпископ Курський Онуфрій Гагалюк.
Архієпископ Онуфрій у листі від 24 серпня 1937 писав: «…Владика Антоній Пакеєв живе тепер недалеко від нас: У Середньо-Бєльському совхозі, на другій ділянці, а моя п'ята ділянка. Він влаштувався добре, хоча на здоров'я дещо заслаб… Працюємо на полях разом з Владикою Антонієм…».
У лютому 1938 проти нього розпочата нова справа. Був звинувачений у тому, що разом із владикою Онуфрієм очолив контрреволюційне угрупування, яка займалася дезорганізацією виробництва; окрім того, її члени збиралися групами у наметі і здійснювали релігійні обряди, співали молитов. У березні звинувачені були заточені до Благовєщенської в'язниці.
17 березня трійка НКВД приговорила його до страти.
1 червня архієпископ Онуфрій Гагалюк, єпископ Антоній Панкеєв та інші були розстріляні.

## Канонізація
На Архієрейському соборі російської православної церкви 2000 року єпископ Антоній Панкеєв зарахований до лику святих новомучеників та сповідників російських.